# Codes 10
Pour les articles homonymes, voir Ten.
En Amérique du Nord, les codes 10 sont des mots codés destinés à représenter des noms, des lieux, des situations et des phrases courantes de manière rapide et standardisée dans les communications vocales, particulièrement chez les corps policiers et pour les transmissions CB. Ils ont été proposés pour la première fois dans les années 1920 et leur liste a été élargie en 1974 par l'Association of Public-Safety Communications Officials-International (en) (APCO). En 2006, ils étaient surtout utilisés par les forces de l'ordre en Amérique du Nord.
Ces mots codés ont été repris notamment par des groupes privés de surveillance et de sécurité, ainsi que par des sociétés privées. Pour s'adapter aux besoins des différents groupes, des aménagements de vocabulaire ont été faits sur la liste de base qui était prévue pour la police.
Quelques organisations et municipalités utilisent d'autres mots codés en plus des codes 10. Par exemple, le California Highway Patrol utilise les codes 11, alors que la Port Authority Police utilise les codes 8.

## Histoire
Les codes 10 ont été mis en place dans les années 1940 alors que les canaux radio pour les forces policières avaient une bande passante limitée, ils permettaient donc de réduire le trafic radio de façon significative. L'« inventeur » du système est Charles Hopper, directeur des communications pour la police d'État de l'Illinois dans le District 10 situé à Urbana.
Du fait de son expérience, Hopper savait que tout code transmis devait être précédé d'une accroche et que la première syllabe n'est pas en général entendue. Par contre, cette première syllabe est essentielle pour attirer l'attention, d'où l'idée de précéder chaque code du mot « dix » dans le but d'augmenter les chances chez l'auditeur de correctement comprendre la partie critique du message.
Les codes ont plus tard été adoptés par les cibistes, suivi par une adoption plus large dans la culture américaine vers la fin des années 1970.
En particulier, le code 10-4 est entré dans le langage courant signifiant « OK » ou « compris ».
À l'automne 2005, à la suite de problèmes de communication entre les différents corps policiers lors de l'opération de sauvetage à la suite du passage de l'ouragan Katrina, la Federal Emergency Management Agency (FEMA) a découragé l'utilisation des codes 10 et des autres mots codés à cause d'une trop grande différence dans les définitions,. Le département de la Sécurité intérieure aurait des plans pour mettre fin à l'utilisation de tels codes en faveur de mots en anglais, alors que l'Incident Command System les interdit explicitement.
En date de 2008, les codes 10 sont toujours d'usage courant.

### Controverse depuis 2001
Depuis les attentats du 11 septembre 2001, leur utilisation est remise en cause à la suite de confusions entre différents corps policiers américains. En effet, avec les années, chaque corps policier a modifié le système selon ses besoins. Lorsqu'ils ont eu à collaborer pour secourir les victimes des attentats, plusieurs mots codés de chaque corps ne signifiaient pas la même chose. Certains corps policiers ont tenté de les interdire, ce qui a créé des controverses. Au niveau fédéral américain, l'Incident Command System les interdit explicitement pour prévenir la confusion.

## Liste des codes 10
La liste qui suit, en ordre ascendant et regroupée par dizaines, montre l'usage en date de 2008 de différents codes 10. Seulement une petite partie est standard. D'autres codes 10 ont des définitions semblables. Les autres ont une définition très variable. Dans cette liste, il y a plusieurs définitions qui manquent.
Les multiples définitions pour un même code apparaissent dans une liste à puces. La première définition en gras est celle officiellement publiée par l'APCO (Association of Public-Safety Communications Officials-International). Les alternatives populaires apparaissent aussi en gras, mais après. Les définitions moins courantes apparaissent en police de caractères normale.

### 10-0
| 10-0 \| 10-10 \| 10-20 \| 10-30 \| 10-40 \| 10-50 \| 10-60 \| 10-70 \| 10-80 \| 10-90 \| 10-100 et supérieur |

| Code  | Définition(s)                                                              |
| ----- | -------------------------------------------------------------------------- |
| 10-01 | - Officier à terre, toutes les patrouilles doivent se rendre sur les lieux |
| 10-0  | - Faites preuve de prudence !                                              |
| 10-1  | - Je ne vous reçois pas.                                                   |
| 10-2  | - Je vous reçois très bien                                                 |
| 10-3  | - Arrêtez la transmission                                                  |
| 10-4  | - Message reçu                                                             |
| 10-5  | - Relayez le message                                                       |
| 10-6  | - Occupé                                                                   |
| 10-7  | - Fin de Service                                                           |
| 10-8  | - Prise de Service                                                         |
| 10-9  | - Répétez dernier message                                                  |

### 10-10
| 10-0 \| 10-10 \| 10-20 \| 10-30 \| 10-40 \| 10-50 \| 10-60 \| 10-70 \| 10-80 \| 10-90 \| 10-100 et supérieur |

| Code  | Signification(s)                                                                                       |
| ----- | --- |
| 10-10 | fin de service temporaire                                                                              |
| 10-12 | - Standby - Visiteurs présents                                                                         |
| 10-13 | - Veut connaître la météo ou les conditions routières - Officier à terre ou blessé                     |
| 10-14 | - Prise d'otage - Message                                                                              |
| 10-15 | - Prisonnier ou suspect arrêté - Message transféré - 10-15m Prisonnier ou suspect arrêté (suspect fou) |
| 10-16 | - Récupérer le prisonnier - Répondre au message                                                        |
| 10-17 | - Rencontre plaignant - Ramasser papiers à ___ - En route                                              |
| 10-18 | - Urgent                                                                                               |
| 10-19 | - Revenir à la scène précédente                                                                        |

### 10-20
| 10-0 \| 10-10 \| 10-20 \| 10-30 \| 10-40 \| 10-50 \| 10-60 \| 10-70 \| 10-80 \| 10-90 \| 10-100 et supérieur |

| Code  | Signification(s) |
| ----- | --- |
| 10-20 | - Votre localisation                                                                                                 |
| 10-21 | - Appelez par téléphone - 10-21a Restez sur les lieux / Je retourne à la scène précédente - 10-21b Appelez chez vous |
| 10-22 | - Scène terminée |
| 10-23 | - Arrivé sur les lieux                                                                                               |
| 10-24 | - Renfort demandé |
| 10-25 | - Renseignement sur la personne                                                                                      |
| 10-26 | - Relâchez le suspect                                                                                                |
| 10-27 | - Vérifiez le permis du conducteur                                                                                   |
| 10-28 | - Vérifiez la plaque d'immatriculation                                                                               |
| 10-29 | - Personne recherchée                                                                                                |

### 10-30
| 10-0 \| 10-10 \| 10-20 \| 10-30 \| 10-40 \| 10-50 \| 10-60 \| 10-70 \| 10-80 \| 10-90 \| 10-100 et supérieur |

| Code  | Signification(s)                                 |
| ----- | ------------------------------------------------ |
| 10-30 | - Refus d'obtempérer / Délit de fuite            |
| 10-31 | - Crime en cours                                 |
| 10-32 | - Suspect armé                                   |
| 10-33 | - Renfort mis en stand-by                        |
| 10-34 | - Forcer la porte ou la vitre                    |
| 10-35 | - Confidentiel                                   |
| 10-37 | - Véhicule suspect                               |
| 10-38 | - Arrêt d'un véhicule (Sommation)                |
| 10-39 | - Intervention avec gyrophare et sirène (code 3) |

### 10-40
| 10-0 \| 10-10 \| 10-20 \| 10-30 \| 10-40 \| 10-50 \| 10-60 \| 10-70 \| 10-80 \| 10-90 \| 10-100 et supérieur |

| Code  | Signification(s) |
| ----- | --- |
| 10-40 | - Intervention sans gyrophare et sirène (code 1) |
| 10-41 | - Début de patrouille |
| 10-42 | - Fin de patrouille |
| 10-43 | - Information |
| 10-44 | - Permission de terminer ou quitter la patrouille |
| 10-45 | - Condition du patient - 10-45a patient en bon état - 10-45b patient sérieusement touché - 10-45c patient critiquement touché - 10-45d patient décédé |
| 10-46 | - Assistance automobile |
| 10-47 | - Réparation routière d'urgence |
| 10-48 | - Contrôle d'un véhicule |
| 10-49 | - Véhicule avec feux éteint |

### 10-50
| 10-0 \| 10-10 \| 10-20 \| 10-30 \| 10-40 \| 10-50 \| 10-60 \| 10-70 \| 10-80 \| 10-90 \| 10-100 et supérieur |

| Code  | Signification(s)                                                           |
| ----- | -------------------------------------------------------------------------- |
| 10-50 | - accident de la route                                                     |
| 10-51 | - Demande de dépanneuse / conducteur sous l'emprise de l'alcool            |
| 10-52 | - Demande d'ambulance                                                      |
| 10-53 | - Route bloquée / homme à terre                                            |
| 10-54 | - Mortalité possible - 10-54d Possible homme décédé - 10-54m Membre amputé |
| 10-55 | - Conducteur intoxiqué - 10-55d Envoyer le convoi mortuaire                |
| 10-56 | - Piéton intoxiqué / suicide - 10-56a Tentative de suicide                 |
| 10-57 | - Accident avec personne blessée ou décédée + délit de fuite               |
| 10-58 | - Trafic direct                                                            |
| 10-59 | - Escorte ou convoi / Contrôle de sécurité                                 |

### 10-60
| 10-0 \| 10-10 \| 10-20 \| 10-30 \| 10-40 \| 10-50 \| 10-60 \| 10-70 \| 10-80 \| 10-90 \| 10-100 et supérieur |

| Code  | Signification(s)                      |
| ----- | ------------------------------------- |
| 10-60 | - Une équipe est à proximité          |
| 10-61 | - Personnel à proximité               |
| 10-62 | - Sujet probablement recherché        |
| 10-63 | - Sujet probablement identifié        |
| 10-64 | - Sujet recherché / propriété trouvée |
| 10-65 | - Affectation nette du message        |
| 10-66 | - Vérifier le bien-être de l'agent    |
| 10-67 | - Effacer pour le prochain message    |
| 10-68 | - Transmission du message             |
| 10-69 | - Braquage de maison                  |

### 10-70
| 10-0 \| 10-10 \| 10-20 \| 10-30 \| 10-40 \| 10-50 \| 10-60 \| 10-70 \| 10-80 \| 10-90 \| 10-100 et supérieur |

| Code  | Signification(s)                                                 |
| ----- | ---------------------------------------------------------------- |
| 10-70 | - Alarme à incendie déclenchée / rôdeur aperçu dans les environs |
| 10-71 | - Informer la nature du feu - Tirs                               |
| 10-72 | - Signaler l'état d'avancement du feu - Arme impliquée           |
| 10-73 | - Rapport concernant la fumée                                    |
| 10-74 | - Négatif - Vol                                                  |
| 10-75 | - Alerter des phénomènes météorologiques violents.               |
| 10-76 | - En route vers l'emplacement                                    |
| 10-77 | - Heure prévue d'arrivée                                         |
| 10-78 | - Besoin d'assistance - On reçoit des tirs                       |
| 10-79 | - Notifier le convoi mortuaire - Alerte à la bombe               |

### 10-80
| 10-0 \| 10-10 \| 10-20 \| 10-30 \| 10-40 \| 10-50 \| 10-60 \| 10-70 \| 10-80 \| 10-90 \| 10-100 et supérieur |

| Code  | Signification(s)                                    |
| ----- | --------------------------------------------------- |
| 10-80 | - Poursuite en cours - 10-80a Assistance radio      |
| 10-81 | - Arrêt de circulation initié - Demande d'alcootest |
| 10-82 | - Réserver un logement                              |
| 10-83 | - Demander des détails sur le lieu de travail/cours |
| 10-84 | - Informer du temps d'arrivée prévue                |
| 10-85 | - Retard d'arrivée en raison de [cause]             |
| 10-86 | - Officier en service                               |
| 10-87 | - Donner des appels de votre station                |
| 10-88 | - Donner le numéro de téléphone de l'officier       |
| 10-89 | - Alerte à la bombe                                 |

### 10-90
| 10-0 \| 10-10 \| 10-20 \| 10-30 \| 10-40 \| 10-50 \| 10-60 \| 10-70 \| 10-80 \| 10-90 \| 10-100 et supérieur |

| Code  | Signification(s) |
| ----- | --- |
| 10-90 | - Demander l'arrêt de l'alarme - Alarme de la banque |
| 10-91 | - Choisir un sujet - Préparation de l'inspection - Animal - 10-91a Animal- Errant - 10-91b Animal - Bruyant - 10-91c Animal - Blessé - 10-91d Animal - Décédé - 10-91e Animal - Morsure - 10-91g Animal - Retrait - 10-91j Animal - Retrait et mis dans une collecte d'animaux - 10-91l Animal - Violation de la loi animalière - 10-91v Animal - Vicieux |
| 10-92 | - Détenu mis en garde - Infraction de stationnement |
| 10-93 | - Obstruction |
| 10-94 | - Course de rue |
| 10-95 | - Résidence de l'agent |
| 10-96 | - Malade mental - Placer un suspect en détention |
| 10-97 | - Arrivée sur la scène - Enregistrement des informations |
| 10-98 | - Travail accompli - Evasion de prison |
| 10-99 | - Arrêt cardiaque - Officier détenu en otage |

### 10-100 et supérieur
| 10-0 \| 10-10 \| 10-20 \| 10-30 \| 10-40 \| 10-50 \| 10-60 \| 10-70 \| 10-80 \| 10-90 \| 10-100 et supérieur |

| Code    | Signification(s)                                                                                        |
| ------- | --- |
| 10-100  | - Mauvais mandat                                                                                        |
| 10-101  | - Fin du contrôle de sécurité                                                                           |
| 10-102  | - Cruauté envers les animaux                                                                            |
| 10-103  | - Perturbation - 10-103f Perturbation par combat - 10-103m Perturbation par une personne malade mentale |
| 10-106  | - Obscénité                                                                                             |
| 10-107  | - Personne suspecte                                                                                     |
| 10-108  | - Officier en danger                                                                                    |
| 10-109  | - Suicide                                                                                               |
| 10-110  | - Trouble juvénile                                                                                      |
| 10-112  | - Quelqu'un se fait passer pour un policier avec une identité d'un vrai policier                        |
| 10-116  | - Conducteur en état d'ébriété                                                                          |
| 10-155  | - Attaque Terroriste                                                                                    |
| 10-200  | - Narcotiques ou drogues impliquées - Suspect impliqué dans un gros trafic de stupéfiants               |
| 10-1000 | - Mandat de condamnation criminelle - Personne décédée                                                  |
| 10-2000 | - Renfort demandé immédiatement danger pour des civils                                                  |